# Lillsjön (Östersunds socken, Jämtland)
Lillsjön är en sjö i Östersunds kommun i Jämtland och ingår i Indalsälvens huvudavrinningsområde. Sjön är 6,8 meter djup, har en yta på 0,15 kvadratkilometer och befinner sig 332 meter över havet.

## Delavrinningsområde
Lillsjön ingår i det delavrinningsområde (700740-144545) som SMHI kallar för Mynnar i Storsjön. Medelhöjden är 378 meter över havet och ytan är 11,86 kvadratkilometer. Det finns inga avrinningsområden uppströms utan avrinningsområdet är högsta punkten. Vattendraget som avvattnar avrinningsområdet har biflödesordning 2, vilket innebär att vattnet flödar genom totalt 2 vattendrag innan det når havet efter 243 kilometer. Avrinningsområdet består mestadels av skog (66 procent). Avrinningsområdet har 0,15 kvadratkilometer vattenytor vilket ger det en sjöprocent på 1,3 procent. Bebyggelsen i området täcker en yta av 2,65 kvadratkilometer eller 22 procent av avrinningsområdet.